# EDC

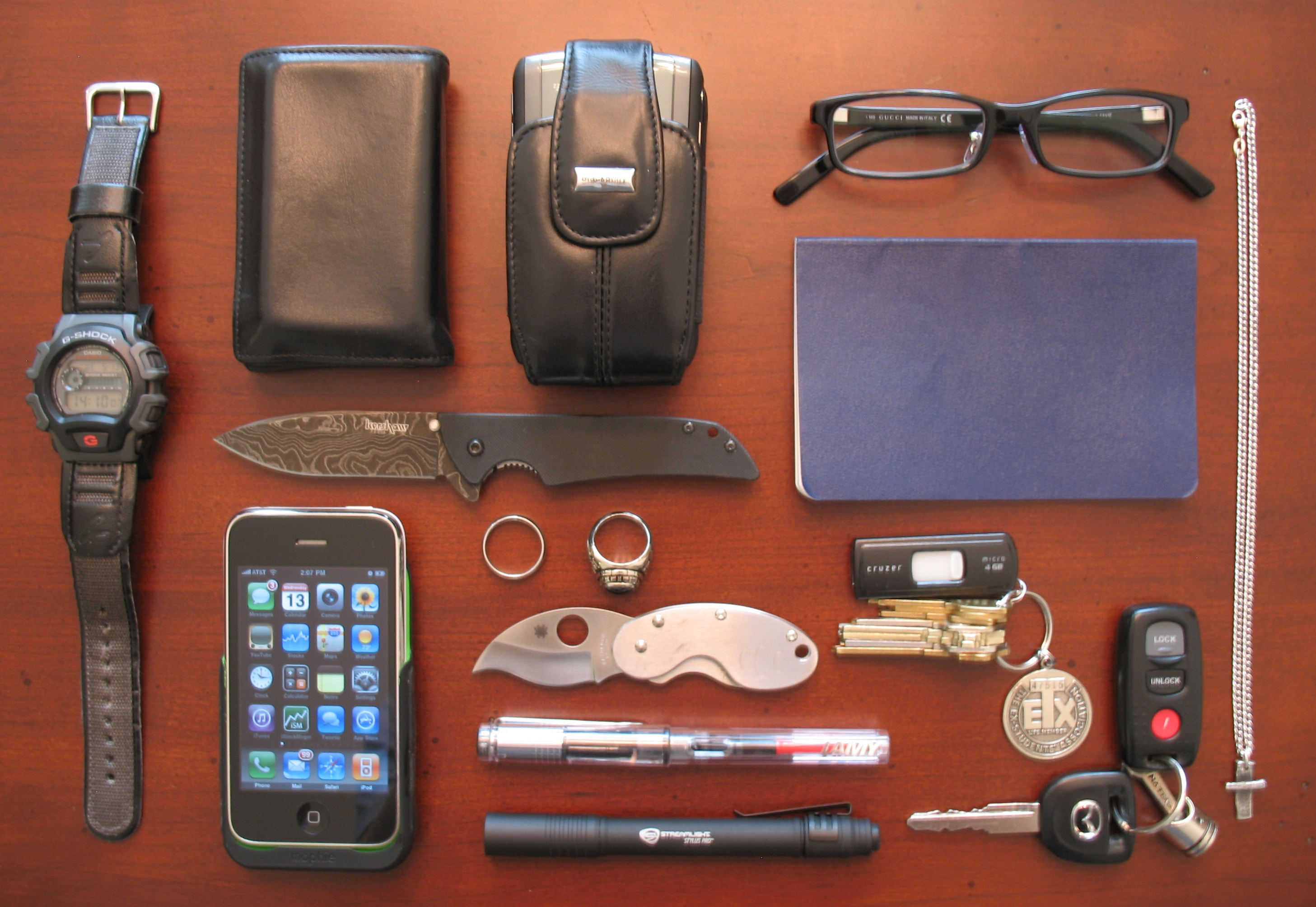
Щоденні предмети носіння для однієї людини, наглядно розташовані методом "Нолінг", 2009 р.

EDC (англ. every-day carry — те, що носиться кожного дня) — термін, який позначає предмети першої необхідності або припáс, яким користуються постійно або потреба в якому може виникнути негайно чи знадобитися в неочікуваній екстремальній ситуації. В основному термін використовують військові, туристи, мілітаристи, виживальники тощо, хоча набір постійно потрібних речей є у будь-якої людини.

## Опис
Базовий EDC людини ХХІ століття — це ключі від дому/авто, мобільний телефон, гаманець, готівка, банківська картка, інші картки, фітнес браслет/годинник, паспорт; також може бути зарядний пристрій, Павербанк, косметика, інструменти тощо. До предметів, які можуть знадобитися, можна віднести кишеньковий ніж, аптечку, мультитул, ліхтар, перцевий балон та ін. Із настанням пандемії коронавірусної хвороби до EDC потрапили такі речі, як маски, санітайзери, гумові рукавички.
EDC особи формується залежно від її цілей та потреб, є практичним і має логіку для носіння. EDC має декілька основних правил: простота, надійність, функціональність. Якщо у постійному носінні є якась річ, яка потрібна зараз, але про неї забули чи не пам'ятають, в якому відділі вона знаходиться, або річ, функції якої дублюються чимось іще (наприклад, смартфон може заміняти гаманець, готівку, банківську та інші картки), то поступово вона вийде з ужитку. Необхідно знати, як правильно використовувати речі, що входять до EDC.
EDC може міститися у наплічнику, сумці чи поясній сумці, яку людина носить постійно. При цьому EDC не потрібно плутати із «тривожним рюкзаком», бо він використовується у кризових ситуаціях, коли раптово потрібно залишити дім чи територію, що стала небезпечною.

## Основний набір
- наплічник та поясна сумка
- смартфон
- паспорт
- обручка
- кредитна картка
- ноутбук та планшет
- ліхтар
- свисток
- складаний ніж
- мультитул, штопор
- годинник, фітнес трекер
- паракордовий браслет, паракорд
- записник та ручка, олівець
- гаманець
- зброя самооборони
- сонцезахисні окуляри, тактичні окуляри
- головний убір, баф, Куфія, балаклава
- гребінець, гумка для волосся
- сірники, запальничка
- хустинка
- аптечка
- вода
- зарядний пристрій, powerbank[de], флеш-накопичувач
- маска, санітайзер, рукавички

Індивідуальний EDC кожен формує самостійно і вирішує, що має до нього входити. Чи буде це EDC з аптечкою чи просто мобільний телефон — кожен для себе вирішує самостійно в залежності від своїх бажань та параної.